# آشوط الرابع
آشوط الرابع البقرادوني (بالأرمنية: Աշոտ Դ Բագրատունի)‏، المعروف باسم آشوط مساقر (بالأرمنية: Աշոտ Մսակեր)‏ ويُعرف شعبيًا بآشوط آكل اللحوم، بسبب رفضه الامتناع عن أكل اللحوم أثناء الصوم الكبير في المسيحية. كان آشوط أميرًا أرمنيًا من عائلة السُّلالة البقرادونيَّة. فرَّ آشوط من الانتفاضة الفاشلة عام 775 م التي ثارت ضد الخلافة العبَّاسيَّة، حيث قُتل فيها والده، فقام على مدى العقود التالية بتوسيع مساحة المناطق التي يسيطر عليها تدريجيًا وأنشأ دورًا مهيمنًا لنفسه في شؤون البلاد، وأصبح معترفًا به من قبل الخلافة كأمير أرمينيا من 806 حتى وفاته عام 826 م.

## سيرة شخصية
كان آشوط الرابع نجل سمباط السابع، أمير أرمينيا التي يحكمها العبَّاسيُّون. وكان سمباط قد شارك في التمرد ضد الخلافة العباسية، ليُقتل في معركة باجريفاند الكارثية عام 775. بعد المعركة، هرب آشوط من أراضي العائلة التقليدية في شرق أرمينيا شمالًا إلى أقاربه بالقرب من منابع نهر آراس، حيث كان بعيدًا عن القُوَّة الإسلاميَّة وأقرب إلى الإمبراطورية البيزنطية. وهناك أيضًا امتلك مناجم الفضة، مما مكنه من شراء بعض أراضي عائلة كامساراكان ما جعله يُقيم سيادة جديدة حول قلعة باغاران في مقاطعة أرارات.
وبسبب زوال أو نفي العديد من العائلات الأميرية الأرمنيَّة على اثر الانتصار العبَّاسي الإسلامي، فقد ترك ذلك فراغًا في السلطة في جنوب القوقاز، تم ملء هذا جزئيًا بالمستوطنين العرب والمُسلمون، الذين أنشأوا في أوائل القرن التاسع سلسلة من الإمارات الأكبر أو الأصغر في المنطقة ولكن من بين أكبر المستفيدين كانت عائلة آرسطروني، وهي عائلة ذات رتبة متوسطة سابقًا والتي أصبحت الآن تسيطر على معظم جنوب شرق أرمينيا (فاسبوراكان). وفي الوقت نفسه، ومن خلال العلاقات الماهرة وتحالفات الزواج، تمكن آشوط من إعادة تأسيس العائلة البقرادونيَّة باعتبارها عائلة النخارار (حسب المصطلح الأرمني) الرئيسية إلى جانب عائلة الآرسطرونيَّة. ونتيجة لذلك، في سنة 806 م، اختار الخليفة العبَّاسي هارُون الرَّشيد آشوط كأمير جديد لأرمينيا، والذي استعاد المنصب الذي انتهى بوفاة والده قبل ثلاثين عامًا في المعركة الدامية. وكان الخليفة الرَّشيد يهدف من خلال هذا التعيين ليكون بمثابة ثقل موازن للآرسطروني و الذي تزداد قوة، فضلاً عن التركيز على الولاءات الأرمنية بعيدًا عن الإمبراطورية البيزنطية، حيث فرت العديد من العائلات بعد موقعة عام 775. في نفس الوقت تقريبًا، أقرَّ الخليفة بسلالة باغراتيوني، تحت قيادة آشوط الأول كوروبالاتس، كأمراء لأيبيريا القوقازية.
وبسبب الاضطرابات في الخلافة العبَّاسيَّة بعد وفاة هارون الرشيد عام 809 وأثناء الفتنة الرَّابعة بين الأمين والمأمُون التي تلت تلك السنوات، فقد تمكن آشوط الرابع من توسيع أراضيه وسلطته بشكل كبير. واجه صعود أشوت تحديًا من قبل عائلة طموحة أخرى، وهي عائلة الجحافيين المسلمين. كان مؤسس العائلة، جحاف، وافدًا جديدًا إلى أرمينيا وقد أسس قاعدة قوة كبيرة لنفسه من خلال المطالبة بأراضي ماميكونيان من خلال زواجه من ابنة موشيغ السادس الماميكوني، وهو أحد القادة الأرمن الذين قُتلوا في معركة باغريفاند. تمكن آشوط من هزيمة الجحافيين مرتين في طارون وأرشارونيك. في هذه العملية لم يكتسب فقط طارون (الذي استولى عليه جحاف المسلم من بقرادوني آخر) وأرشارونيك مع شيراك (الذي اشتراه سابقًا من كامساراكان)، ولكن أيضًا آشوطس وتايك الشرقيين. وبسبب هذه الهزائم، تمرد جحاف وابنه عبد الملك علنًا ضد الخلافة من خلال الاستيلاء على العاصمة الأرمنية دفين عام 813، ومحاصرة حاكم الخليفة في برذعة دون جدوى، وذلك في وقت يقترب من حصار بغداد (812–813) الذي فرضه جيش المأمُون ضد الأمين. هزم آشوط جيشًا قوامه 5 آلاف أرسله عبد الملك ضده، فقتل 3 آلاف منهم، بينما أغار شابوه شقيق آشوط على ضواحي دفين. وبينما كان عبد الملك يستعد للزحف ومواجهة شابوه، انتفض السكان المحليون وقتلوه.
كانت وفاة عبد الملك بمثابة "انتصار البقرادونيين على أخطر أعدائهم"، وأظهرت آشوط المُتسيد بين النخارار. كما قام بتأمين منصبه من خلال إبرام تحالفات زواج استراتيجية، حيث أعطى إحدى بناته لأمير فاسبوراكان آرتسروني، وأخرى لأمير أرزن.
بحلول وقت وفاته عام 826، كان آشوط قد أحدث تحولًا ملحوظًا في ثرواته: كما علق جوزيف لوران، توفي الهارب "المحظور والمحروم" من بقرادون باعتباره "أمير أرمينيا الأقوى والأكثر شعبية". وتم تقسيم ممتلكاته بين أبنائه. الأكبر، بقراط الثاني، حيث حصل على طارون وساسون والذي حصل لاحقًا على لقب إيشخان الإيشخانات ("أمير الأمراء")، في حين أن شقيقه سمباط الثامن، قد أصبح سبارابت (القائد الأعلى) لأرمينيا وحصل على وسام الأراضي حول بقران وأراكس.